# Сван, Торил
Торил Сван (норв. Toril Swan, 19 октября 1945 — 2022) — норвежский лингвист.
Она родилась в Саннесшёэне. Получив степень бакалавра философии в Бейтс-колледже в 1970 году, она окончила Университет Осло со степенью кандидата филологии в 1978 году. Сван была принята на работу в качестве адъюнкт-профессора в Университет Тромсё в 1980 году и получила степень доктора философии в том же учебном заведении в 1987 году. Получив звание профессора в 1990 году, она также работала деканом гуманитарного факультета с 1997 по 2002 год.
Сван была деканом Университета Ставангера с 2002 по 2004 год, прежде чем переехать в Берген, но продолжала работать на факультете Университета Тромсё до выхода на пенсию в 2016 году. Сван была членом Норвежской академии наук и литературы с 1997 года.
В Бергене она стала известна в качестве номинального главы Ассоциации гуманистов. Была замужем за Лейвом Эгилем Брейвиком.
Торил Сван умерла 13 сентября 2022 года.